# Tecoluca
Tecoluca est une municipalité du département de San Vicente au Salvador.

## Politique et administration

### Justice
La commune accueille une prison à sécurité maximale appelée centre de confinement du terrorisme.